# Département de Conesa
Le département de Conesa est une des 13 subdivisions de la province de Río Negro, en Argentine. Son chef-lieu est la ville de General Conesa.
Le département a une superficie de 9 765 km2.

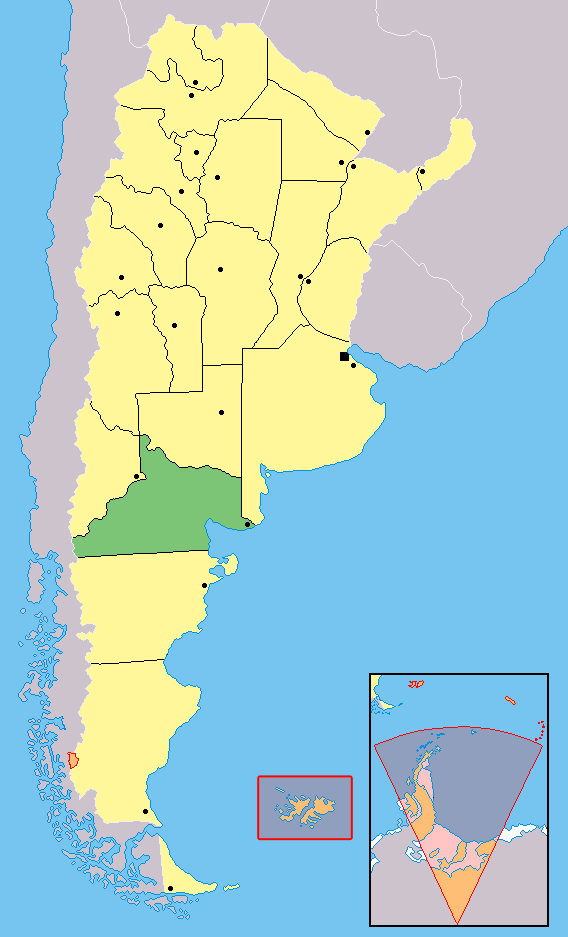
Localisation de la province de Río Negro en Argentine

## Population
Sa population était de 6 291 habitants au recensement de 2001.